# Cimetière de Lallaing
Le cimetière de Lallaing est un cimetière situé près du centre de la commune de Lallaing, dans le Nord, en France. Il existe un autre cimetière dans la commune, partiellement désaffecté, autour de l'église Sainte-Aldegonde.

## Description
L'entrée principale du cimetière est localisée au sud. Dans la partie sud-ouest, on trouve les tombes les plus anciennes. Au sud-est des tombes du troisième quart du XXe siècle et dans la partie nord les tombes les plus récentes ; enfin à l'extrême nord le colombarium, et le jardin des souvenirs, réaménagé en 2018.
Il existe deux tombes du Commonwealth : deux soldats canadiens âgés de 24 ans et morts le 18 août 1917. Il existe par ailleurs une tombe du soldat inconnu de la Première Guerre mondiale.

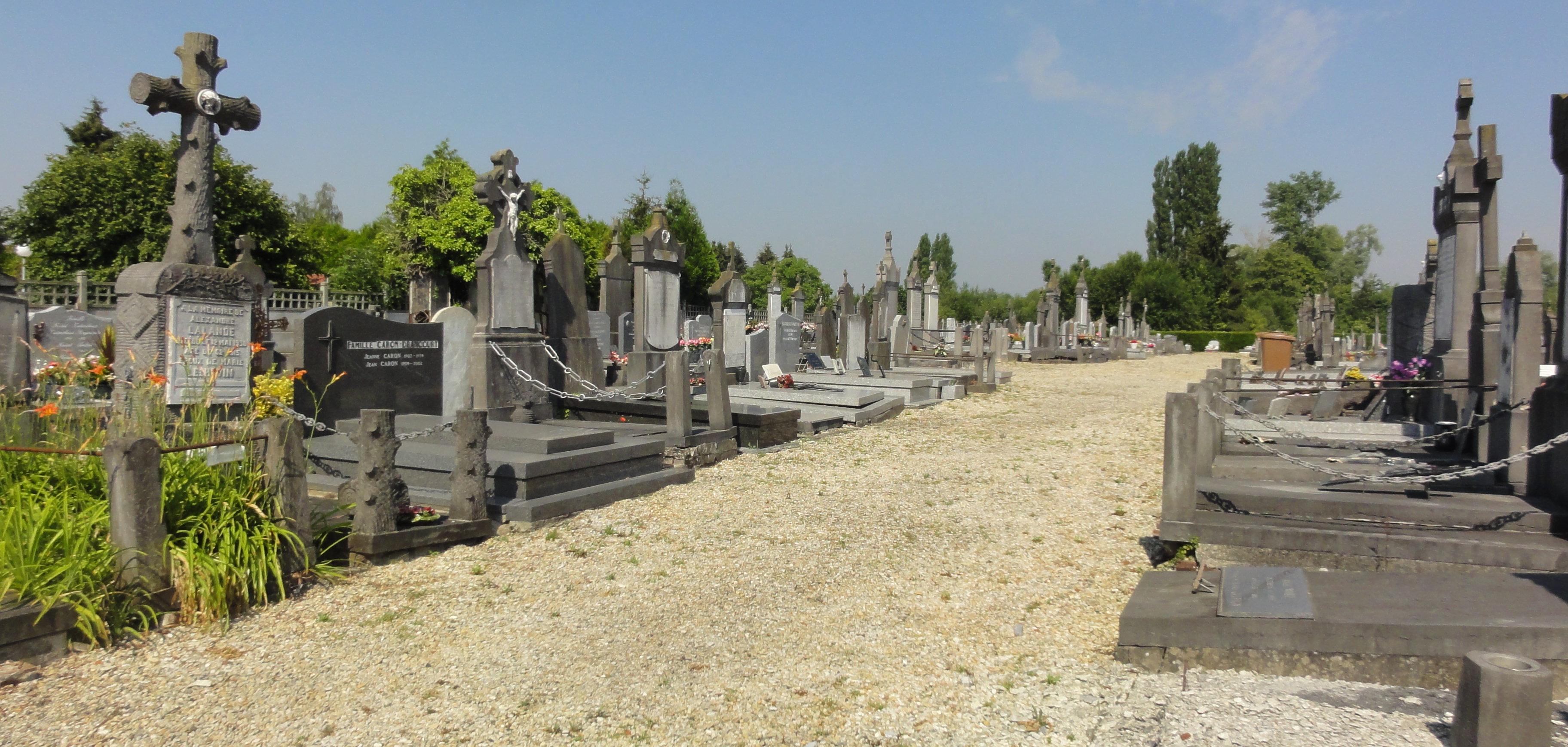
Le cimetière ancien.
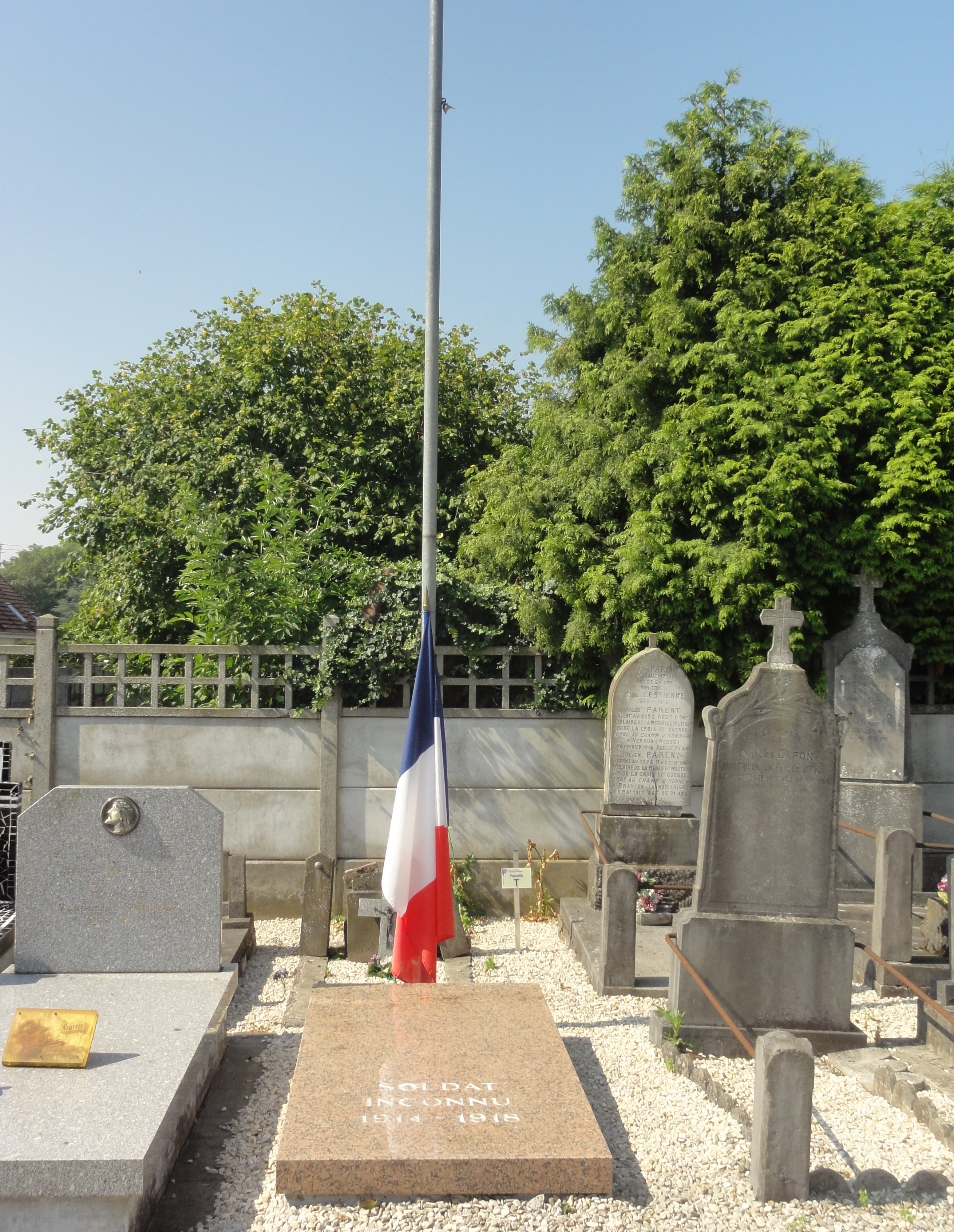
La tombe du soldat inconnu 1914-1918.
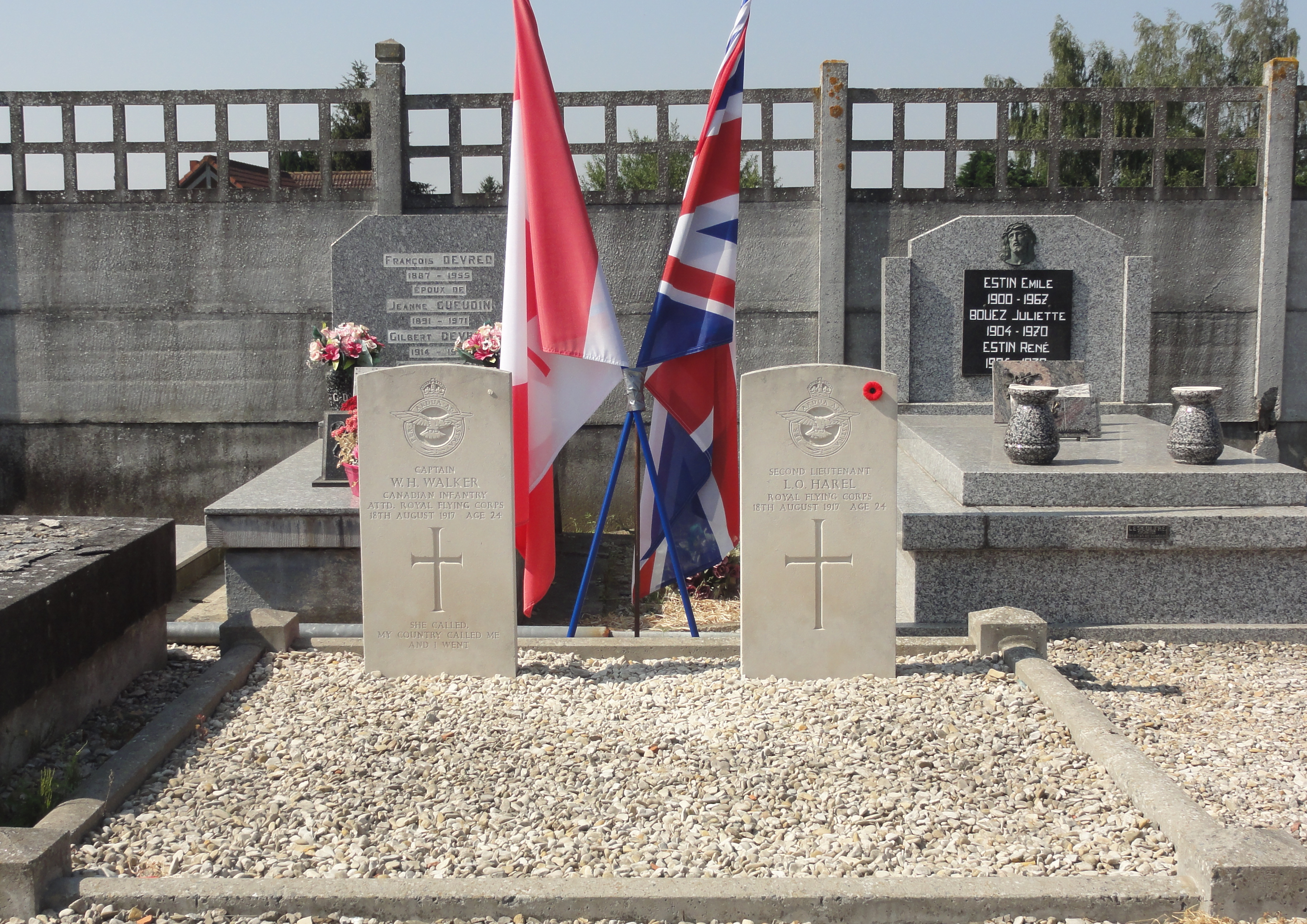
Les tombes du Commonwealth.
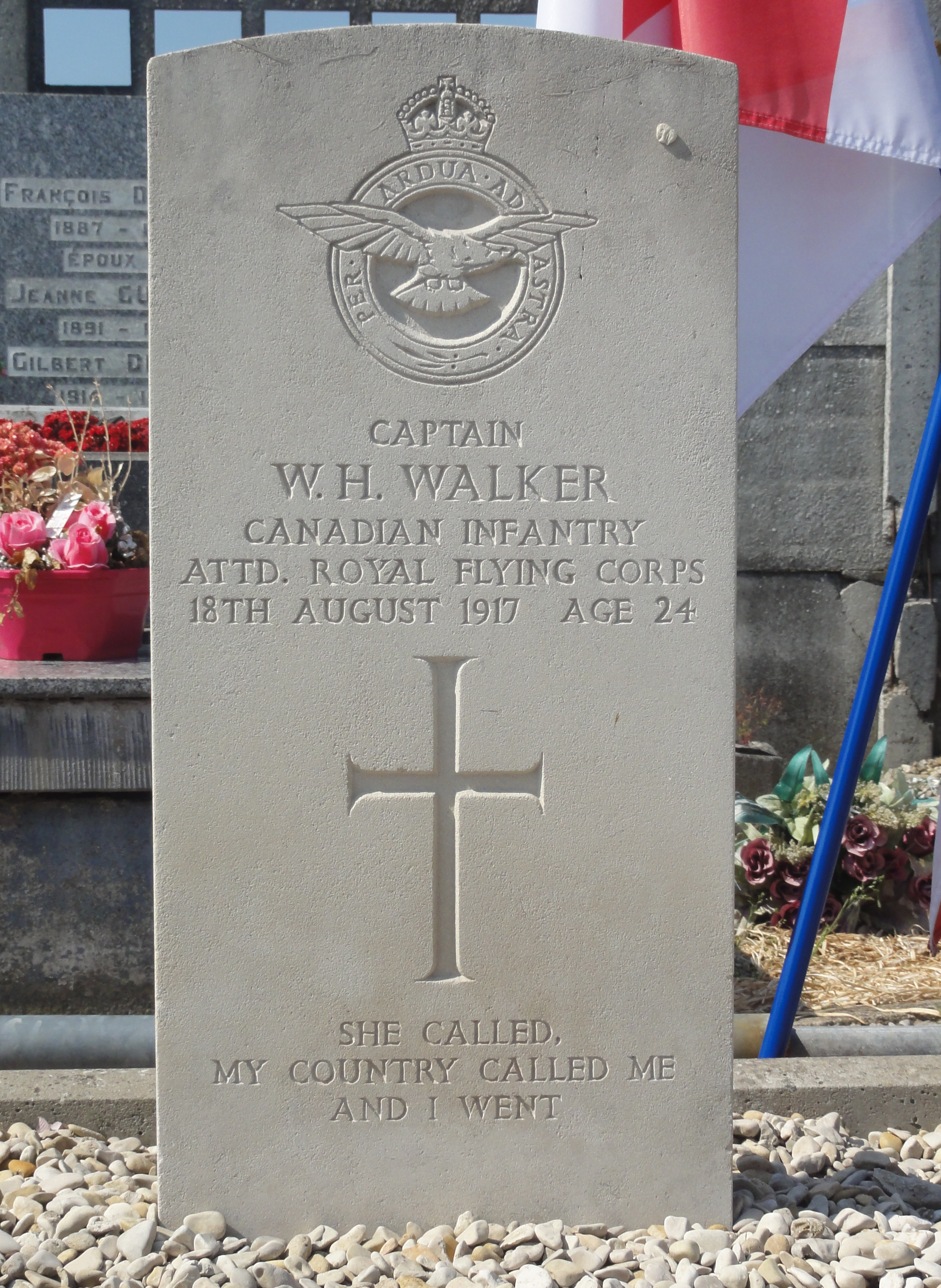
« Captain W.H. Walker, canadian infantry, Attd. Royal Flying Corps, 18th August 1917, Age 24 »
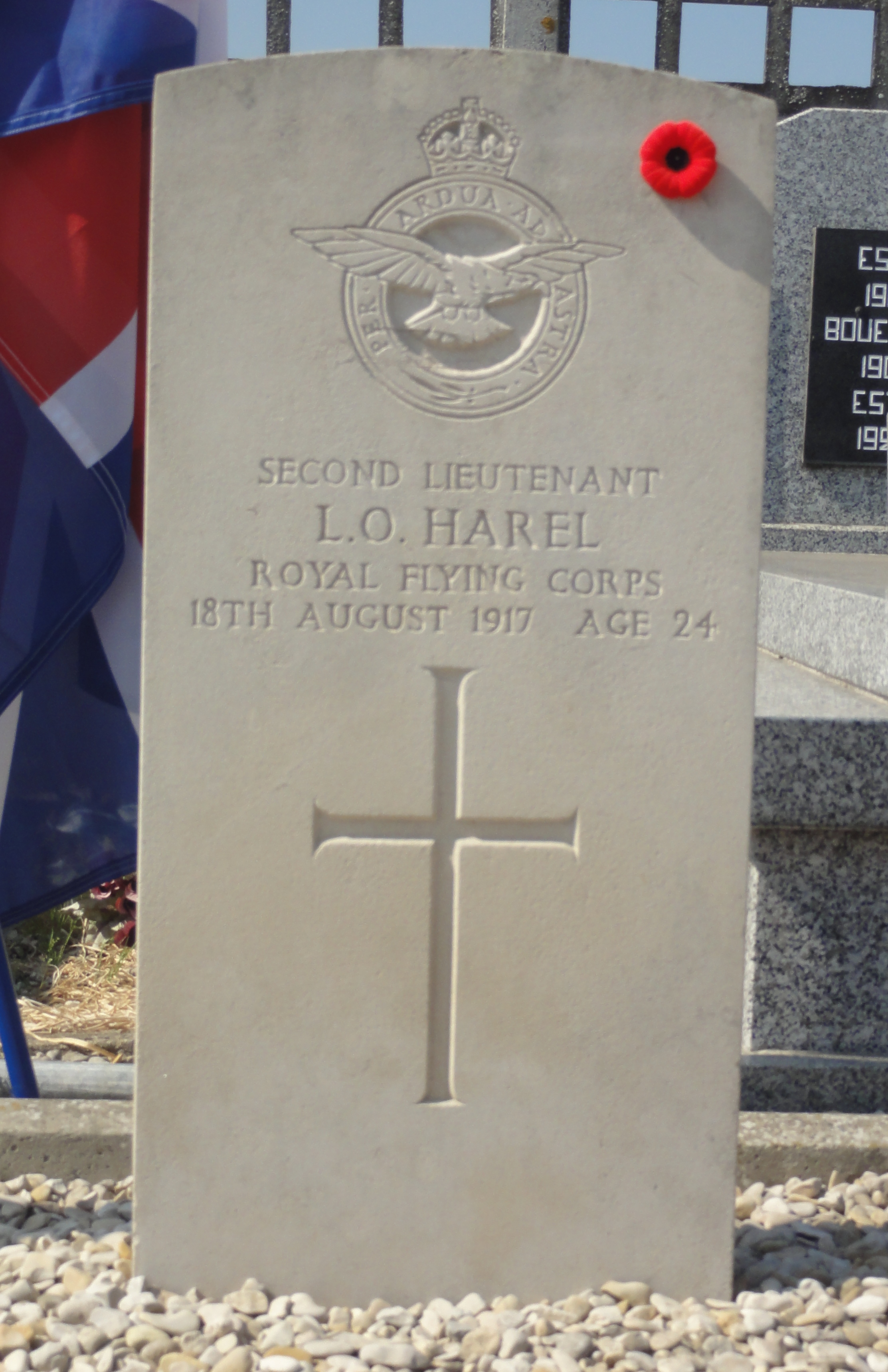
« Second Lieutenant L.O. Harel, Royal Flying Corps, 18th August 1917, Age 24 »
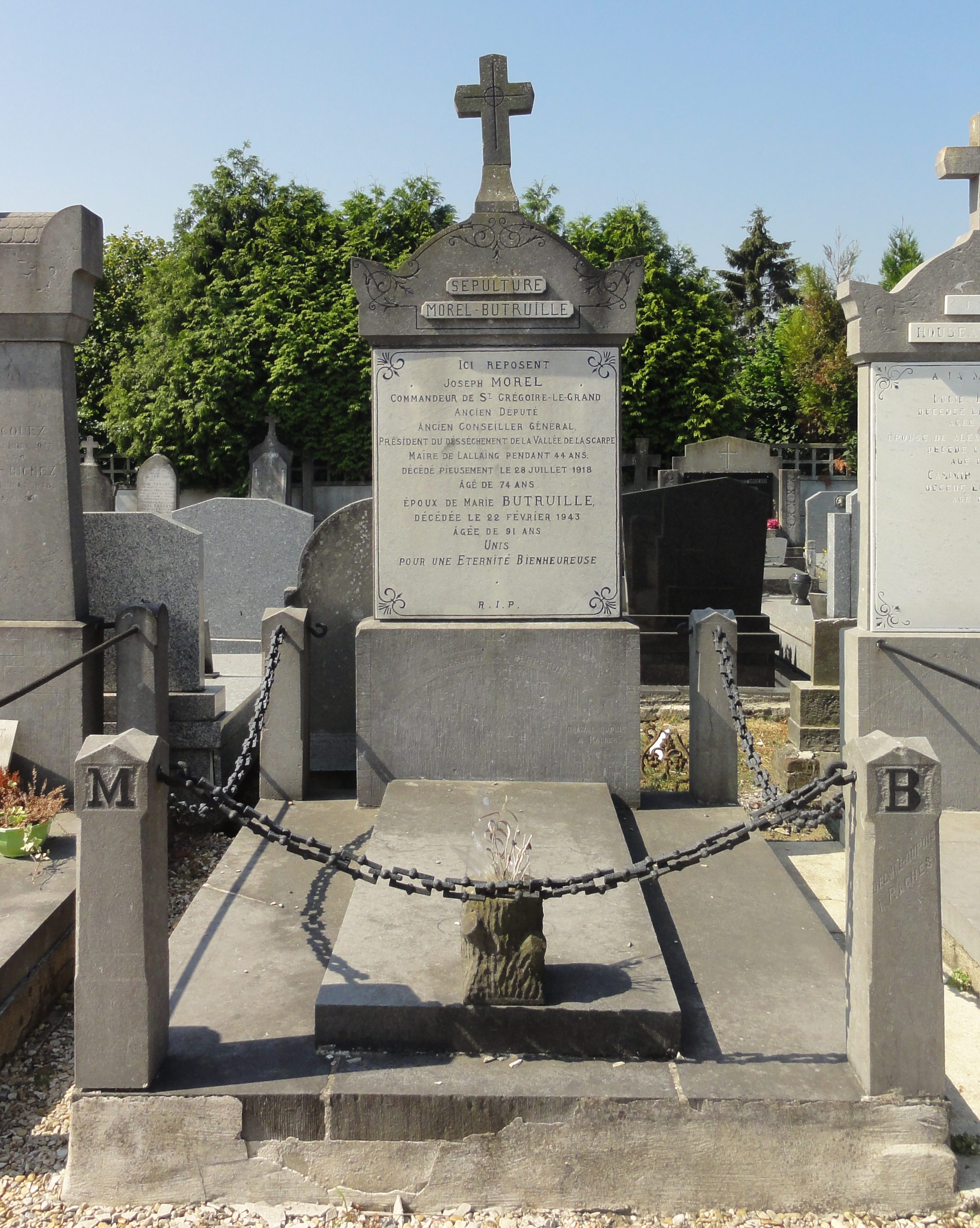
Tombe de Joseph Morel.
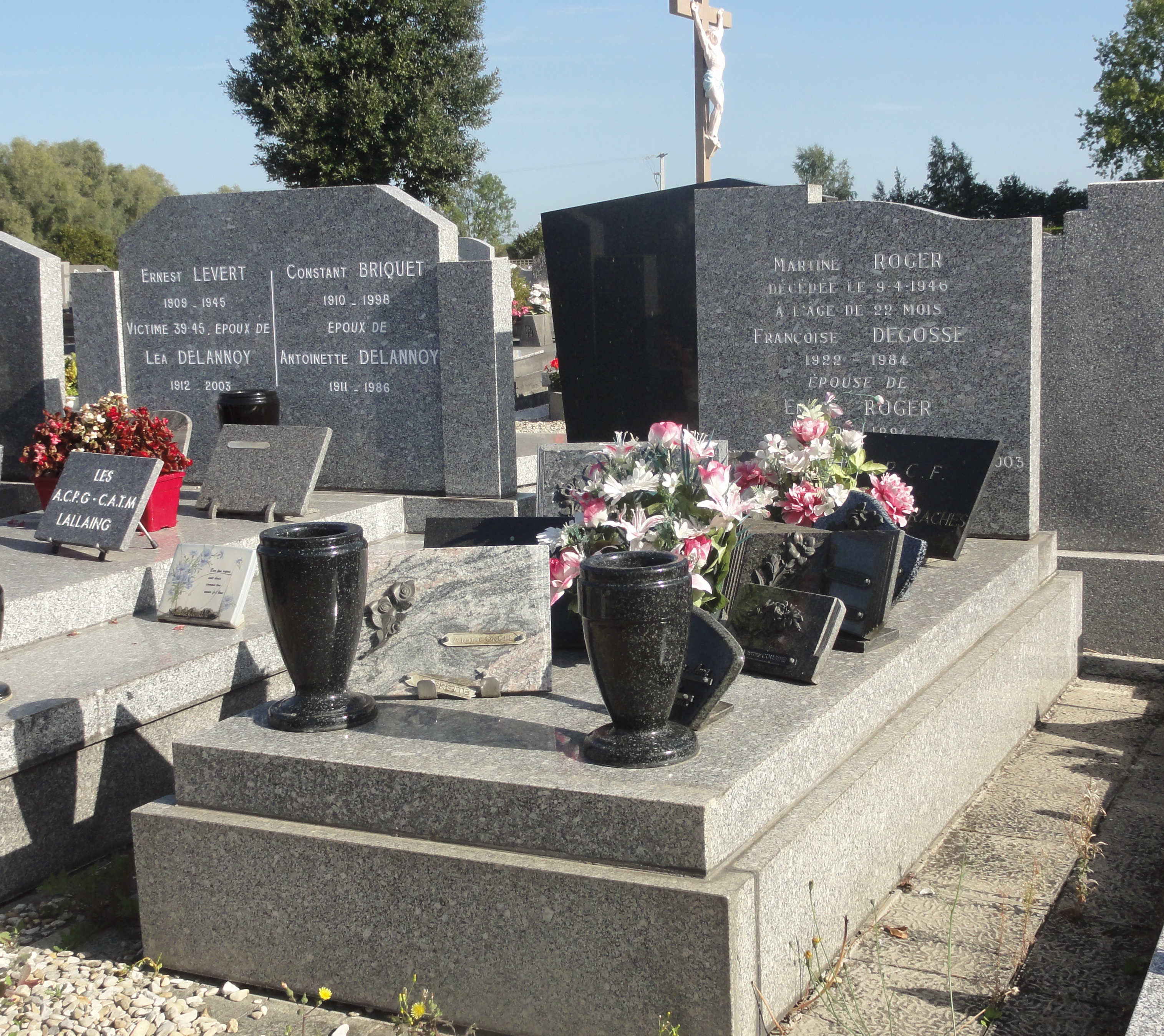
Tombe d'Émile Roger.
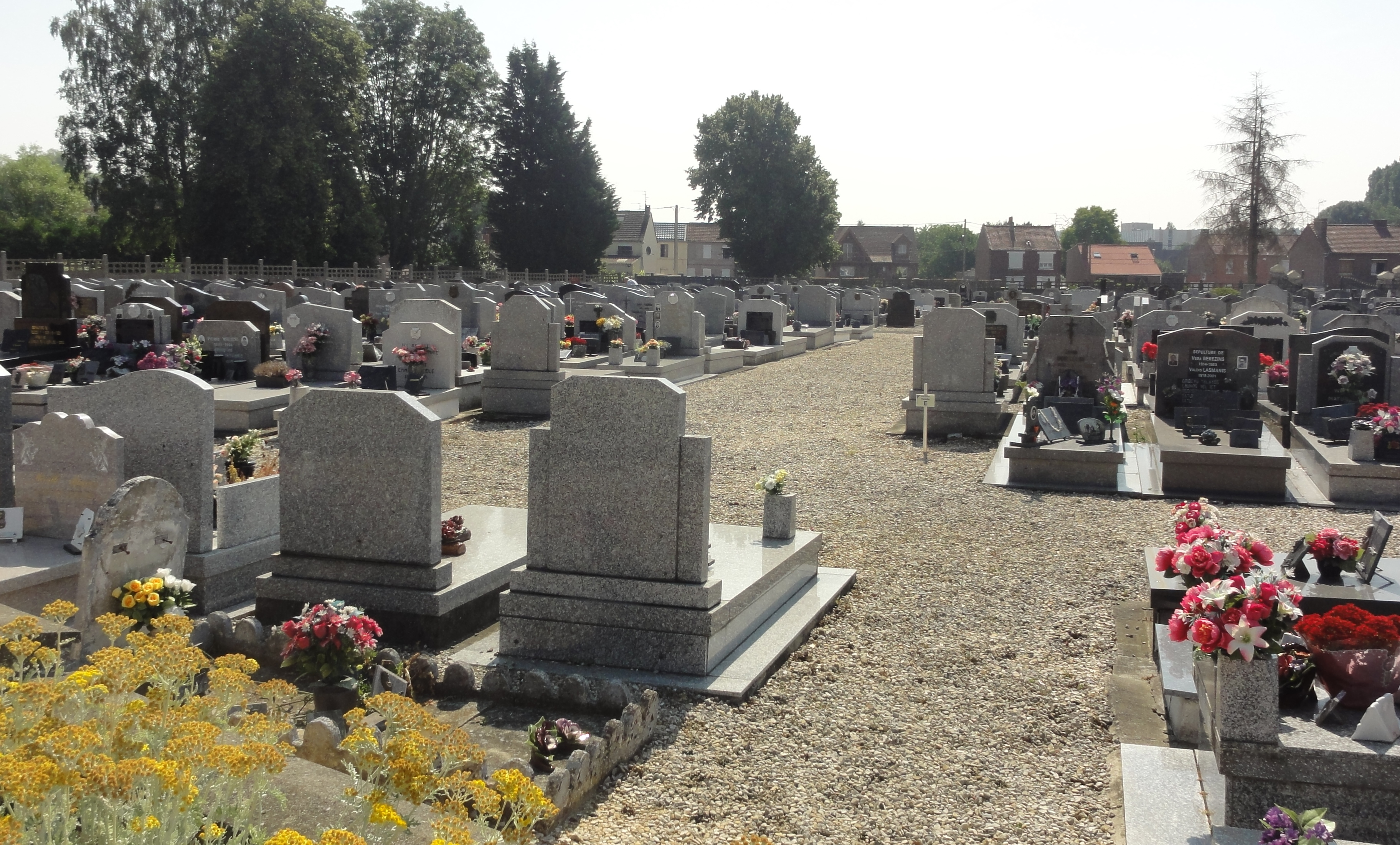
Le cimetière du 3e quart du XXe siècle.
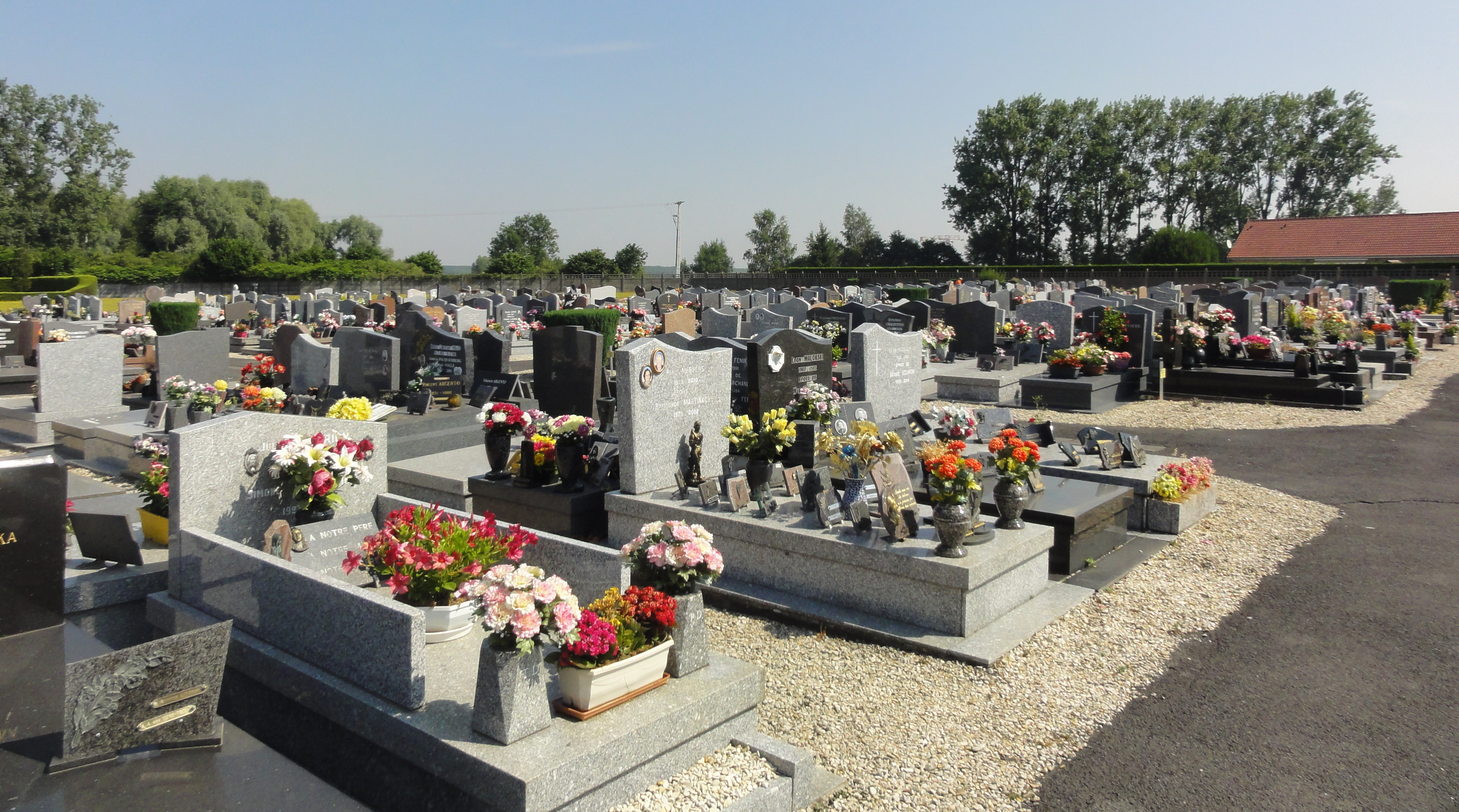
Le cimetière récent.
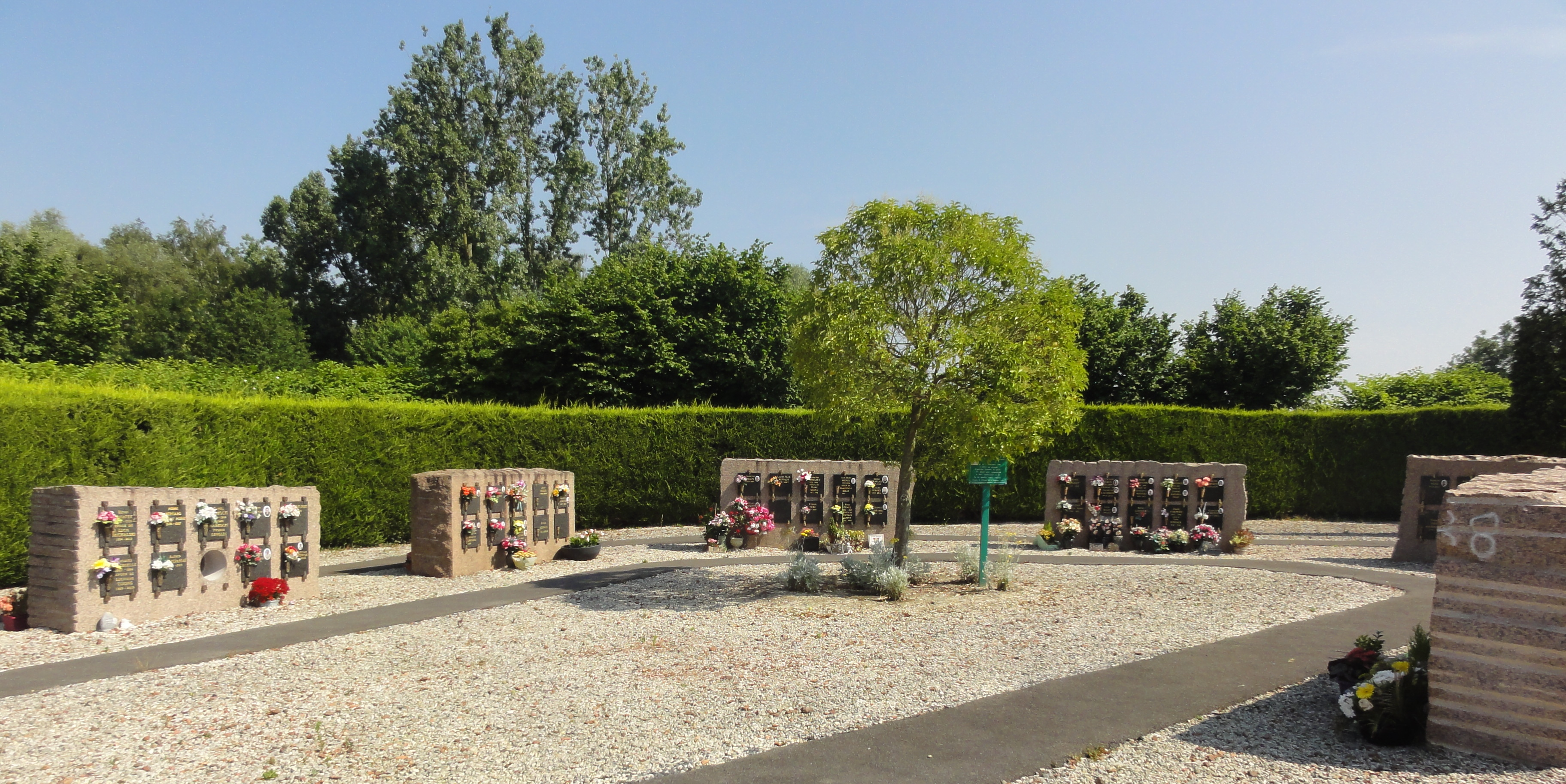
Le colombarium.
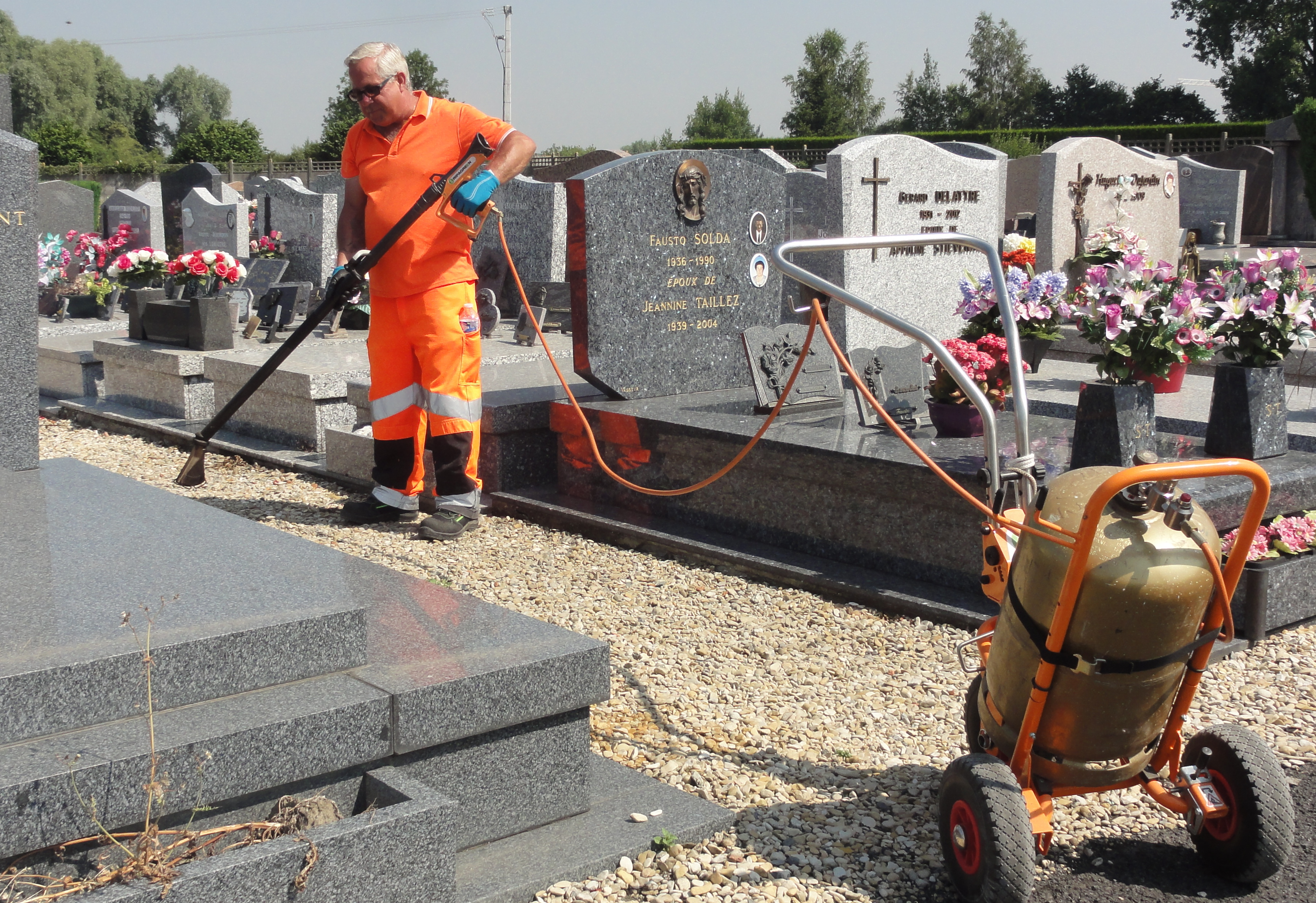
Employé communal effectuant le désherbage thermique.